# James Ellisor
James Ammon Ellisor, nascido nos Estados Unidos da América a 9 de março de 1990, é um jogador profissional de basquetebol que joga atualmente pelo Sport Lisboa e Benfica.
Começou a prática do basquetebol no Glendale CC Gaúchos, equipa universitária dos Estados Unidos. Passou ainda no Bemidji State Beavers. Chega à Rússia na época 2012/13, mais precisamente ao Planeta-Universitet Uktha.
Chega a Portugal na época 2015/16, para representar a UD Oliveirense. Na época 2017/18 ainda efetua uma pequena passagem por França, mais precisamente pelo Quimper, mas regressa à UD Oliveirense.
Sagra-se bicampeão pelo clube de Aveiro, tendo ainda conseguido o prémio de MVP na época 2018/19. 
Na época seguinte, viaja até ao Pavilhão João Rocha, casa do Sporting Clube de Portugal, juntamente com Travante Williams. Depois de uma época em que o campeonato não se disputou até ao fim por causa da pandemia, Ellisor volta a ser campeão na época 2020/21.
No verão de 2021, junta-se ao CB Granada, que competia na LEB Oro. O CB Granada acabou em 1º lugar e devido a isso, conseguiu a promoção à Liga Endesa, mas Ellisor não continuou no clube, pois em agosto de 2022, foi anunciado como reforço do SL Benfica, que venceu o campeonato na época 2021/22.

## Palmarés
- 3 Campeonatos Nacionais
- 2 Taças de Portugal
- 1 Supertaça
- 1 Taça da Liga
- 1 LEB Oro